# Huutsaaret (ö i Mellersta Finland)
Huutsaaret är en ö i Finland. Den ligger i sjön Alvajärvi och i kommunen Pihtipudas i den ekonomiska regionen  Saarijärvi-Viitasaari och landskapet Mellersta Finland, i den centrala delen av landet, 400 km norr om huvudstaden Helsingfors. Öns area är 6,9 hektar och dess största längd är 430 meter i öst-västlig riktning.  Notera att namnet antyder att det är fråga om flera öar.